# Vosem s polovinoj dollarov
Vosem s polovinoj dollarov (russisk: Восемь с половиной долларов) er en russisk spillefilm fra 1999 af Grigorij Konstantinopolskij.

## Medvirkende
- Ivan Okhlobystin — Gera Kremov
- Fjodor Bondartjuk — Fjodor, Stepan
- Olesja Potasjinskaja — Matilda
- Vladimir Mensjov — Sergej Spartak
- Natalja Andrejtjenko — Ksenija Potekhina